# مروحية متعددة الأغراض

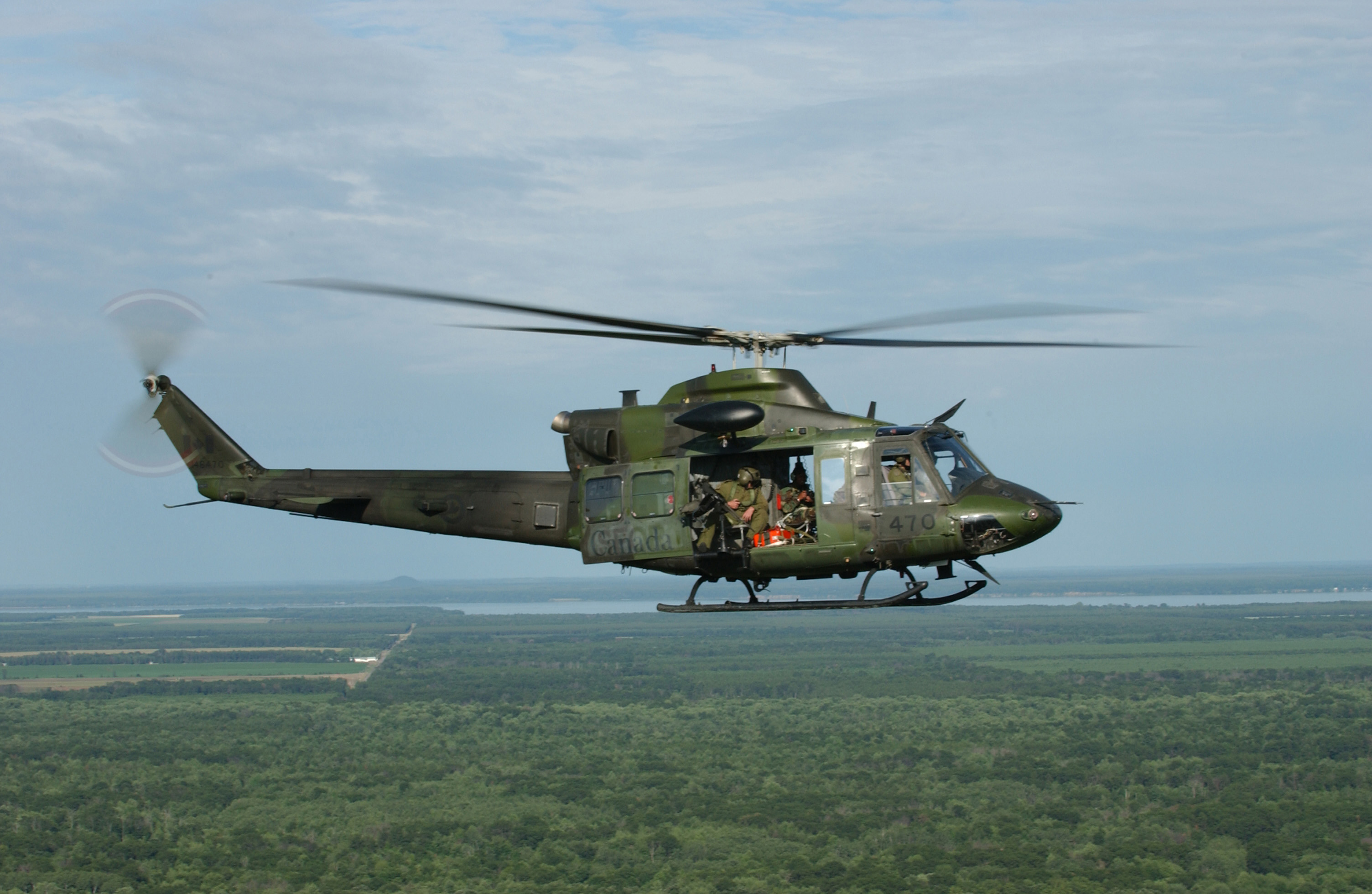
مروحية بيل CH-146 غريفون تابعة للقوات الكندية هي مثال نموذجي لمروحية متعددة الأغراض

مروحية متعددة الأغراض (بالإنجليزية: Utility helicopter)‏ هي طائرة هليكوبتر تستخدم لأداء مهام متعددة الأغراض. ومن الأدوار التي يمكن أن تقوم بها المروحية عسكرية مثل: مروحية هجومية والهجوم جوي، ونقل الحمولات والبضائع، والإخلاء الطبي والقيادة والسيطرة، ونقل القوات.